# Viggo Brodersen

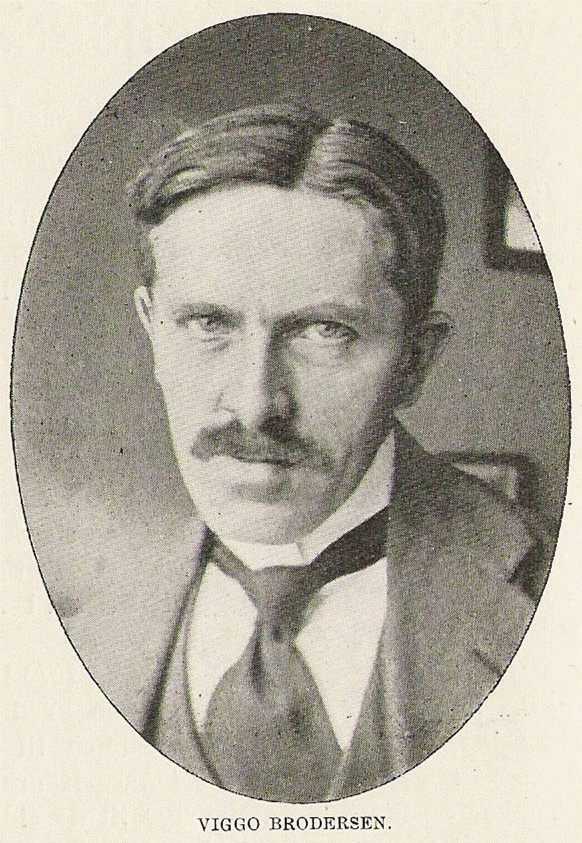
Viggo Brodersen.

Viggo Brodersen, född 26 mars 1879 i Lyngby på Själland, död 7 februari 1965, var en dansk pianist och tonsättare.
Brodersen utbildade sig till pianist under bland andra Louis Glass. Han var bosatt i Birkerød och utgav, på danskt och tyskt förlag, främst en rad pianokompositioner, men även violinsonat, stråkkvartett och sånger.